# Michelia figo
Michelia figo hay Hàm tiếu, Giổi, Hương tiêu, Hoa tiêu là một loài thực vật thuộc chi Ngọc lan, là loài bản địa Trung Quốc. Cây bụi hay cân thân gỗ chậm lớn, cao tới 3–4 m và gần như thế về tán lá. Các lá nhỏ, bóng loáng màu lục mọc rậm rạp. Các cụm hoa lớn màu trắng, đôi khi có vệt màu tía. Hoa có mùi ngọt như của chuối. Port Wine Magnolia là một thứ của loài này có hoa màu hồng hay màu hạt dẻ.

## Hình ảnh

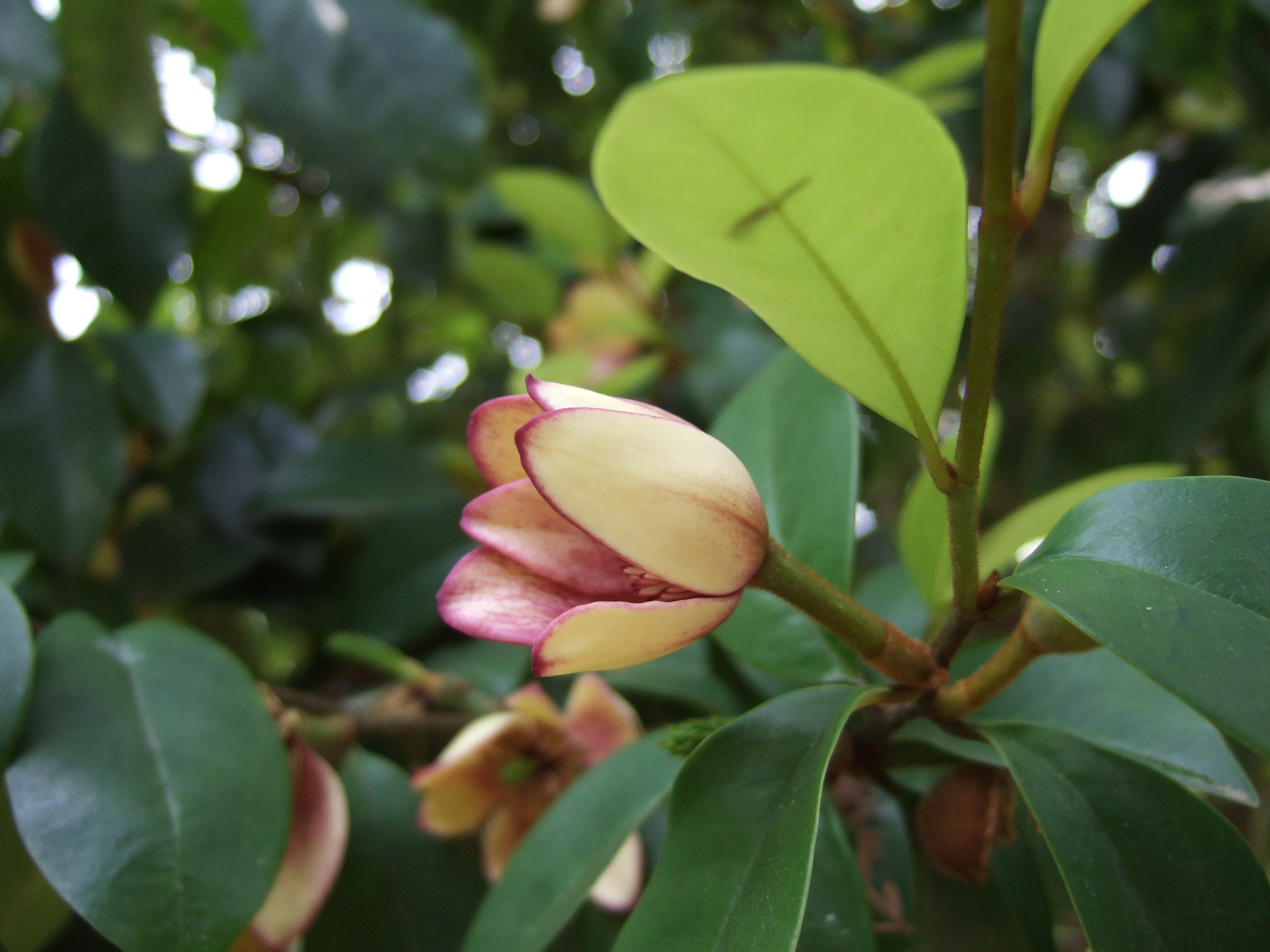
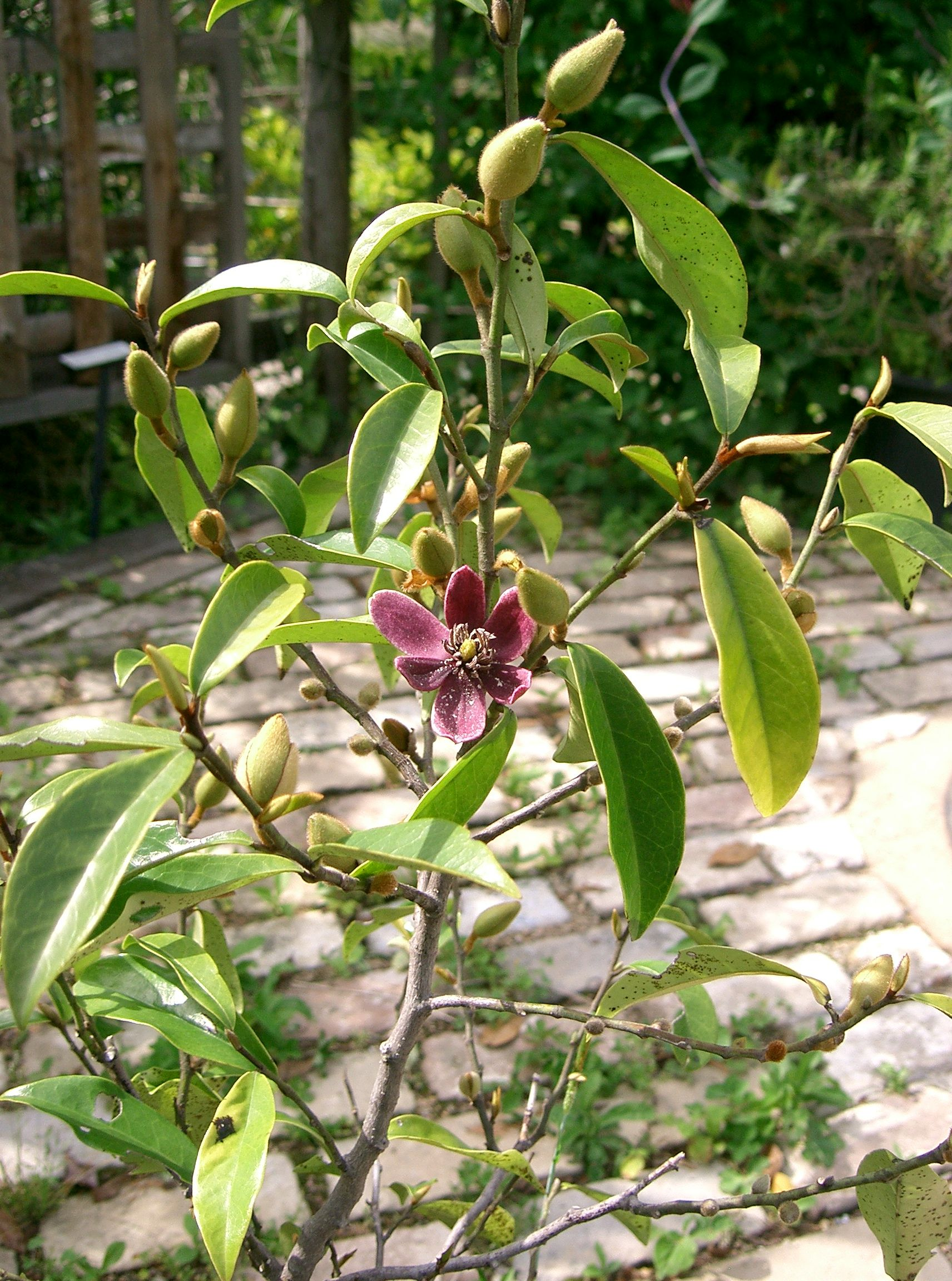
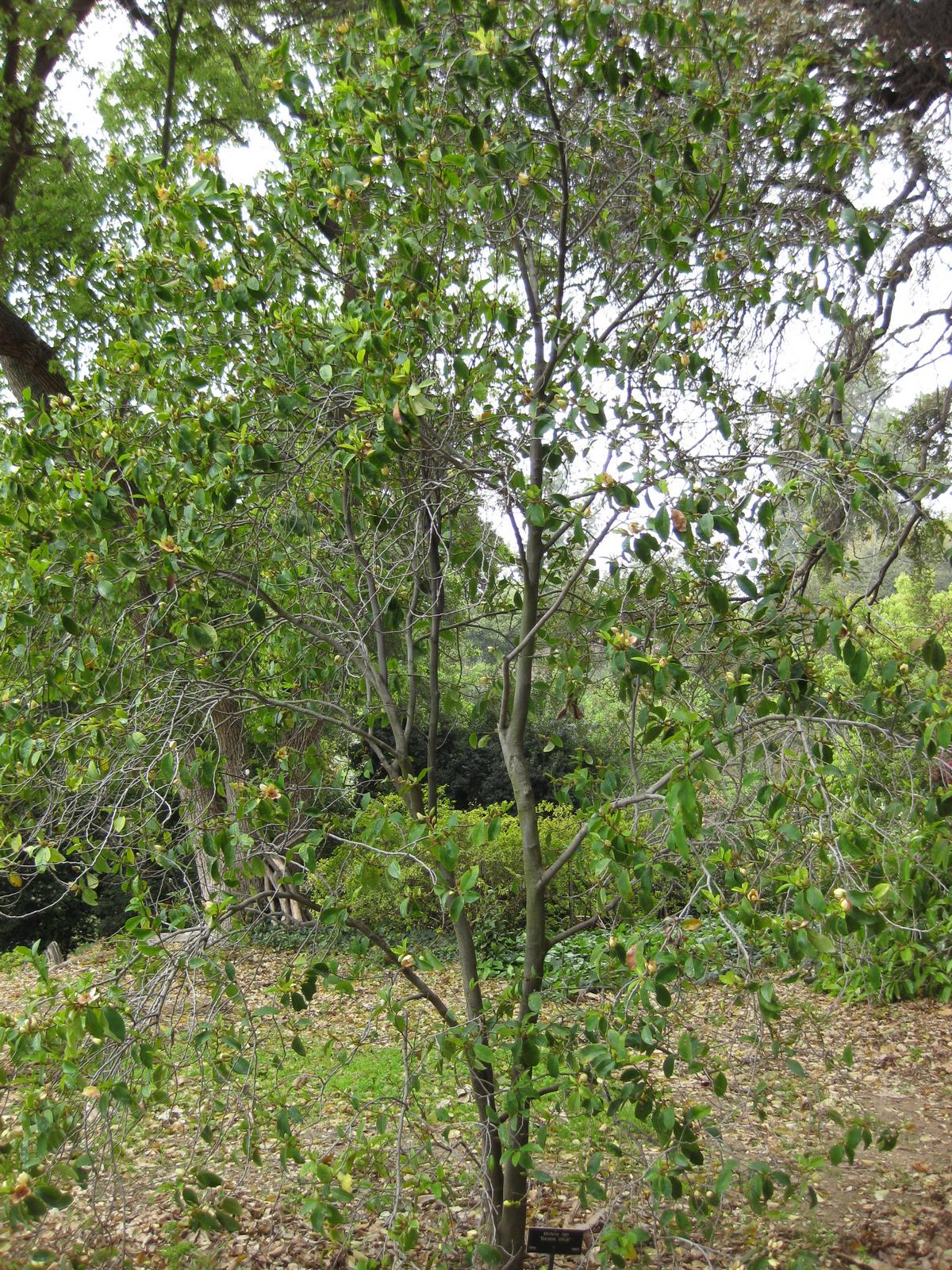
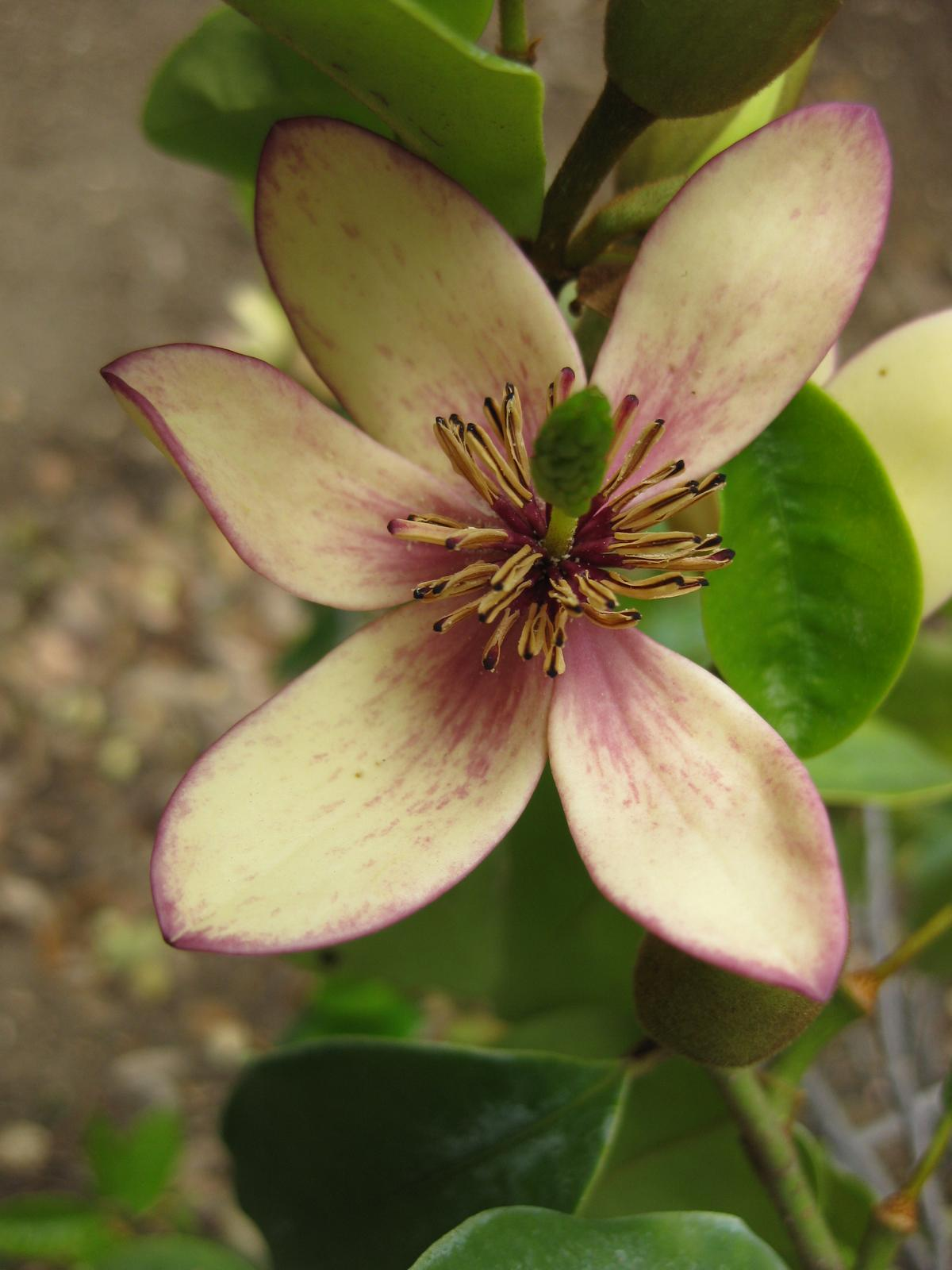